# Franz Lüke
Franz Lüke (* 29. Juli 1906 in Höxter; † 18. Mai 1966 ebenda) war ein deutscher Politiker (CDU).

## Leben und Beruf
Nach dem Besuch der Volksschule erlernte er das Tischlerhandwerk und legte in diesem Beruf 1923 die Gesellenprüfung und 1928 die Meisterprüfung ab. Von 1928 bis 1966 besaß er eine eigene Möbeltischlerei und Möbelhandlung in Höxter. Die Arbeit im eigenen Betrieb wurde nur durch Kriegsdienst und Kriegsgefangenschaft unterbrochen. Vor 1933 war Lüke Mitglied der Zentrumspartei. 
Er war verheiratet und hatte fünf Kinder.

## Abgeordneter
Vom 21. Juli 1958 bis zu seinem Tode am 18. Mai 1966 war Lüke Mitglied des Landtags des Landes Nordrhein-Westfalen. Er wurde jeweils im Wahlkreis 134 Höxter direkt gewählt. Ab 1945 war er Ratsherr der Stadt Höxter und von 1945 bis 1964 Mitglied des Kreistages des Landkreises Höxter.

## Öffentliche Ämter
Von November 1956 bis November 1958 war er Landrat des Landkreises Höxter. Von 1961 bis 1966 war er Bürgermeister der Stadt Höxter.